# ADAR
ADAR（adenosine deaminase RNA specific、adenosine deaminase acting on RNA）またはADAR1は、ヒトではADAR遺伝子にコードされている酵素である。二本鎖RNA特異的アデノシンデアミナーゼ（double-stranded RNA-specific adenosine deaminase）とも呼ばれる。
ADARは二本鎖RNA（dsRNA）に結合し、アデノシン（A）の脱アミノ化によるイノシン（I）へ変換を担う酵素である。ADARはRNA結合タンパク質であり、mRNA転写産物の転写後修飾過程においてRNA編集によってヌクレオチド構成を変化させる機能を持つ。AからIへの変換は正常なA:U対合を破壊し、RNAを不安定化する。イノシンは構造的にグアノシン（G）に類似しているため、IはCと結合する。翻訳時には、イノシンは典型的にはグアノシンを模倣する。RNA編集によるコドンの変化はタンパク質のコーディング配列や機能の変化を引き起こす可能性がある。編集部位の大部分は非翻訳領域（UTR）、Alu要素、LINEなどRNAのノンコーディング領域に存在する。ADAR遺伝子の変異は遺伝性対側性色素異常症やエカルディ・グティエール症候群と関係している。また、選択的スプライシングによるアイソフォームが同定されている。ADARはRNA編集とは関係ない方法でも、おそらくは他のRNA結合タンパク質に干渉することによって、トランスクリプトームに影響を与える。

## 発見
ADARとその遺伝子は、Brenda BassとHarold Weintraubによる研究の結果、1987年に偶然発見された。研究者らはアンチセンスRNAによる阻害効果を利用して、アフリカツメガエルXenopus laevisの胚で重要な役割を果たしている遺伝子を決定する実験を行っていた。アフリカツメガエルの卵母細胞を用いた研究には成功しており、同じプロトコルを胚へ適用したものの胚発生に関する遺伝子を決定することができなかった。この手法がうまくいかなかった理由を理解するため、卵母細胞と胚の二本鎖RNA（dsRNA）の比較を行った。その結果、発生過程で調節されている何らかの活性によって、胚ではRNA:RNAハイブリッドの変性が起きていることが発見された。
1988年Richard Wagnerらは、胚で生じている活性についてさらなる研究を行った。彼らはプロテイナーゼ処理後にRNAの巻き戻し活性がみられなくなることから、タンパク質がその活性を担っていることを明らかにした。また、このタンパク質はdsRNAに対する特異性があり、ATPを必要としないことも示された。さらに、このタンパク質の活性は完全な再ハイブリダイゼーションが起こらないようdsRNAを修飾するが、完全な変性を引き起こすわけではないことが明らかとなった。最終的に、このRNAの巻き戻しはアデノシンからイノシンへの脱アミノ化によって引き起こされていることが決定された。この修飾によってイノシンとウリジンというミスマッチ塩基対が形成され、dsRNAの不安定化と巻き戻しが引き起こされていた。

## 機能と起源
ADARのRNAに対する作用は、RNA編集の最も一般的な形式の1つであり、選択的活性と非選択的活性の双方が存在する。細胞はイノシンをグアノシンとして解釈するため、ADARは遺伝子産物のアウトプットの修飾と調節を行うことができる。近年、ADARが編集活性もしくはRNA結合機能によってスプライシングの調節因子として機能することも発見された。ADARは後生動物の初期段階で、全ての真核生物に存在する重要なタンパク質ADAT（tRNAに作用するアデノシンデアミナーゼ）から遺伝子重複とdsRNA結合ドメインの付加によって進化したと考えられている。ADARファミリーの遺伝子はその全歴史を通じて大部分が保存されている。このことやADARが現代の門の大部分に存在することからは、ADARが後生動物で必須の調節遺伝子であることを示している。ADARは後生動物以外の植物、菌類、襟鞭毛虫などでは発見されていない。

## タイプ
哺乳類では、ADARファミリーには1から3の3つのタイプが存在する。ADAR1とADAR2は体中の多くの組織に存在しているが、ADAR3は脳にのみ存在する。ADAR1とADAR2は触媒活性を有することが知られているが、ADAR3は不活性であると考えられている。ADAR1にはADAR1p150とADAR1p110という2つのアイソフォームが存在する。ADAR1p110は通常核にのみ存在し、ADARp150は核と細胞質を往来し、大部分は細胞質に存在する。ADAR1とADAR2は多くの共通のドメインを持ち、発現パターン、タンパク質構造、二本鎖RNAという基質要求性も共通であるが、その編集活性には差異が存在する。

## 触媒活性

### 生化学的反応
ADARは加水分解的脱アミノ化によるAからIへの変換反応を触媒する。求核攻撃には活性化された水分子が利用される。アデノシンのC6位に水分子が付加され、水和中間体からアンモニアが脱離することでイノシンが形成される。

### 活性部位
ヒトでは、酵素の活性部位はN末端の2つから3つのdsRNA結合ドメイン（dsRBD）とC末端の触媒デアミナーゼドメインから構成される。dsRBDは保存されたα-β-β-β-α型配置からなる。ADAR1には、Zα、Zβと呼ばれるZ-DNA結合領域が存在する。ADAR2とADAR3はアルギニンに富む一本鎖RNA結合ドメインを持つ。ADAR2の結晶構造は解かれている。酵素の活性部位にはグルタミン酸残基（E396）が存在し、水分子と水素結合している。また、ヒスチジン（H394）と2つのシステイン（C451、C516）が亜鉛イオンを配位している。亜鉛は、求核的な加水分解による脱アミノ化反応のために水分子を活性化する。触媒コア内にはイノシトール6リン酸が存在し、アルギニンとリジン残基を安定化している。

### 二量体化
哺乳類では、AからIへの変換にはADAR1とADAR2のホモ二量体化が必要であるが、ADAR3は二量体化しない。RNAの結合に二量体化が必要であるか、in vivoでの研究による確定的な結果は得られていない。dsRNAには結合しないADAR1と2の変異体も二量体化を行うことから、二量体化はタンパク質間相互作用に基づいている可能性が示されている。

## モデル生物
ADARの機能の研究にはモデル生物が利用されている。ハイスループットな変異導入によって疾患のモデルマウスを作出し科学者に配布するプロジェクトである国際ノックアウトマウスコンソーシアムプログラムの一環として、Adartm1a(EUCOMM)Wtsiと呼ばれるコンディショナルノックアウトマウス系統が作出されている。オスとメスのマウスは標準的な表現型スクリーニングが行われ、欠失の影響が決定された。変異体マウスに対し25の検査が行われ、2つの大きな異常が観察された。妊娠中にホモ接合型変異体胚は少数しか同定されず、離乳期まで生存したものはなかった。残りの検査はヘテロ接合型の成体マウスに対して行われ、これらの動物では異常は観察されなかった。

## 疾患における役割

### エカルディ・グティエール症候群と両側性線条体壊死/ジストニア
ADAR1は、変異がエカルディ・グティエール症候群に寄与する複数の遺伝子の1つである。この遺伝性炎症疾患は、主に皮膚と脳に影響を与える。炎症は、ウイルスを撃退する目的で活性化されるインターフェロン誘導性遺伝子が不適切に活性化されることによって引き起こされる。ADAR1の変異や機能喪失はdsRNAの不安定化を防ぎ、その結果、体はこれをウイルスRNAと誤認識し自己免疫応答が引き起こされる。Adarノックアウトマウスの表現型は、Zαドメインを含むp150型のADAR1によってレスキューされる。ZαドメインはZ-DNAとZ-RNAの左巻き二本鎖構造に特異的に結合するが、p110アイソフォームにはこのドメインは存在しない。ヒトでは、ZαドメインのP193A変異はエカルディ・グティエール症候群の原因であり、両側性線条体壊死/ジストニアでみられる重篤な表現型の原因でもある。これらの知見によって、左巻きZ-DNA構造の生物学的役割が確立されている。

### HIV
ADAR1は細胞のHIV感染を撃退する能力に対し、有益とも障壁ともなりうることが研究からは示されている。ADAR1タンパク質の発現レベルはHIV感染時に上昇することが示されており、HIVゲノムのAをGへ変異させて複製を阻害することが示唆されている。この研究の著者らは、ADAR1によるHIVゲノムの変異は一部の場合では、ウイルスに有益な、薬剤耐性に寄与する変異をもたらす可能性もあることも示唆している。

### 肝細胞がん
肝細胞がん患者由来の試料の研究からは、この疾患ではADAR1は高頻度でアップレギュレーションされており、ADAR2は高頻度でダウンレギュレーションされていることが示されている。肝細胞がんで見られるAからIへの編集のパターンの破壊はこれが原因であり、この状況ではADAR1はがん遺伝子、ADAR2はがん抑制遺伝子として機能していると示唆されている。ADARの発現の不均衡はタンパク質コード領域でのAからIへの変換の頻度を変化させ、疾患を進行させる変異タンパク質が生じている可能性がある。ADAR1とADAR2の調節異常は予後の悪さの指標として利用できる可能性がある。

### メラノーマ
肝細胞がんとは対照的に、ADAR1の喪失がメラノーマの成長と転移に寄与していることをがいくつかの研究から示唆されている。ADARはmiRNAに作用し、その生合成、安定性、その結合標的に影響を与えることが知られている。ADAR1はCREBによってダウンレギュレーションされ、miRNAへの作用が限定されていることが示唆されている。そうした例の1つが、ADAR1によって編集されるmiR-455-5pである。ADARがCREBによってダウンレギュレーションされると、未編集のmiR-455-5pはCPEB1と呼ばれるがん抑制タンパク質をダウンレギュレーションし、メラノーマの進行に寄与することがin vivoモデルで示されている。

### 遺伝性対側性色素異常症
ADAR1のG1007R変異や、他の切り詰められた型のADAR1は遺伝性対側性色素異常症の一部の原因として示唆されている。この疾患は手足の過度の色素沈着で特徴づけられ、日本と中国の家族で生じている。

## ウイルスに対する活性

### 抗ウイルス
ADAR1は、病原体やウイルスに応答するインターフェロン誘導性タンパク質であり、細胞の免疫経路を補助するのは理にかなっている。HCVレプリコン、リンパ球性脈絡髄膜炎ウイルス（LCMV）、ポリオーマウイルスに対して当てはまるようである。

### ウイルス活性化
ADAR1は他の状況ではウイルスを活性化することが知られている。ADAR1によるAからIへの編集は、麻疹ウイルス、インフルエンザウイルス、LCMV、ポリオーマウイルス、D型肝炎ウイルス、HCVを含む多くのウイルスで見つかっている。これらのうち広く研究が行われているのはわずかであり、その1つが麻疹ウイルスである。麻疹ウイルスを用いて行われた研究では、ADAR1はウイルスの複製を向上させることが示されている。これは、RNA編集と、dsRNAによって活性化されるPKRの阻害という2つの異なる機構によって行われている。具体的にはウイルスは、dsRNA依存性経路と抗ウイルス経路を選択的に抑制する正の複製因子としてADAR1を利用していると考えられている。

## 関連文献
- HIV-1 envelope gp120 and viral particles block adenosine deaminase binding to human CD26. 421. (1997). 185–92. doi:10.1007/978-1-4757-9613-1_24. ISBN 978-1-4757-9615-5. PMID 9330696
- “Cloning and chromosomal location of human genes inducible by type I interferon”. Somatic Cell and Molecular Genetics 14 (5):  415–26. (September 1988). doi:10.1007/BF01534709. PMID 3175763.
- “Genomic organization and chromosomal location of the human dsRNA adenosine deaminase gene: the enzyme for glutamate-activated ion channel RNA editing”. Journal of Molecular Biology 254 (2):  184–95. (November 1995). doi:10.1006/jmbi.1995.0610. PMID 7490742.
- “Expression and regulation by interferon of a double-stranded-RNA-specific adenosine deaminase from human cells: evidence for two forms of the deaminase”. Molecular and Cellular Biology 15 (10):  5376–88. (October 1995). doi:10.1128/mcb.15.10.5376. PMC 230787. PMID 7565688.
- “Mechanism of interferon action: double-stranded RNA-specific adenosine deaminase from human cells is inducible by alpha and gamma interferons”. Virology 210 (2):  508–11. (July 1995). doi:10.1006/viro.1995.1370. PMID 7618288.
- “Cloning of cDNAs encoding mammalian double-stranded RNA-specific adenosine deaminase”. Molecular and Cellular Biology 15 (3):  1389–97. (March 1995). doi:10.1128/mcb.15.3.1389. PMC 230363. PMID 7862132.
- “The interferon-inducible, double-stranded RNA-specific adenosine deaminase gene (DSRAD) maps to human chromosome 1q21.1-21.2”. Genomics 30 (2):  372–5. (November 1995). doi:10.1006/geno.1995.0034. PMID 8586444.
- “Functionally distinct double-stranded RNA-binding domains associated with alternative splice site variants of the interferon-inducible double-stranded RNA-specific adenosine deaminase”. The Journal of Biological Chemistry 272 (7):  4419–28. (February 1997). doi:10.1074/jbc.272.7.4419. PMID 9020165.
- “Adenosine deaminase binding to human CD26 is inhibited by HIV-1 envelope glycoprotein gp120 and viral particles”. Journal of Immunology 158 (8):  3721–9. (April 1997). PMID 9103436.
- “A Z-DNA binding domain present in the human editing enzyme, double-stranded RNA adenosine deaminase”. Proceedings of the National Academy of Sciences of the United States of America 94 (16):  8421–6. (August 1997). doi:10.1073/pnas.94.16.8421. PMC 22942. PMID 9237992.
- “Double-stranded RNA-specific adenosine deaminase: nucleic acid binding properties”. Methods 15 (3):  199–205. (July 1998). doi:10.1006/meth.1998.0624. PMID 9735305.
- “Human RNA-specific adenosine deaminase ADAR1 transcripts possess alternative exon 1 structures that initiate from different promoters, one constitutively active and the other interferon inducible”. Proceedings of the National Academy of Sciences of the United States of America 96 (8):  4621–6. (April 1999). doi:10.1073/pnas.96.8.4621. PMC 16382. PMID 10200312.
- “Crystal structure of the Zalpha domain of the human editing enzyme ADAR1 bound to left-handed Z-DNA”. Science 284 (5421):  1841–5. (June 1999). doi:10.1126/science.284.5421.1841. PMID 10364558.
- “The solution structure of the Zalpha domain of the human RNA editing enzyme ADAR1 reveals a prepositioned binding surface for Z-DNA”. Proceedings of the National Academy of Sciences of the United States of America 96 (22):  12465–70. (October 1999). doi:10.1073/pnas.96.22.12465. PMC 22950. PMID 10535945.
- “The HIV-1 gp120 inhibits the binding of adenosine deaminase to CD26 by a mechanism modulated by CD4 and CXCR4 expression”. FEBS Letters 477 (1–2):  123–8. (July 2000). doi:10.1016/S0014-5793(00)01751-8. PMID 10899322.
- “Comodulation of CXCR4 and CD26 in human lymphocytes”. The Journal of Biological Chemistry 276 (22):  19532–9. (June 2001). doi:10.1074/jbc.M004586200. PMID 11278278.
- “Substrate recognition by ADAR1 and ADAR2”. RNA 7 (6):  846–58. (June 2001). doi:10.1017/S135583820101007X. PMC 1370134. PMID 11421361.
- “The human but not the Xenopus RNA-editing enzyme ADAR1 has an atypical nuclear localization signal and displays the characteristics of a shuttling protein”. Molecular Biology of the Cell 12 (7):  1911–24. (July 2001). doi:10.1091/mbc.12.7.1911. PMC 55639. PMID 11451992.